# Chikunia
Chikunia là một chi nhện trong họ Theridiidae.